# Asociación de Fútbol de Anguila
La Asociación de Fútbol de Anguila (Anguilla Football Association por sus siglas en inglés) es una asociación que agrupa a los clubes de fútbol de Anguila y se encarga de la organización de la Liga de Fútbol de Anguila, Copa de Anguila e internacionales con clubes del territorio o la dependencia, así como de los partidos de la selección de fútbol de Anguila.
La Asociación de Fútbol de Anguila se fundó en 1992. Está afiliada a la FIFA desde 1996 y es miembro de la Concacaf. La Asociación de Fútbol de Anguila sólo cuenta con 7 equipos dentro de una única división por ser un pequeño país de 12 000 habitantes.